# Державний кордон Ємену

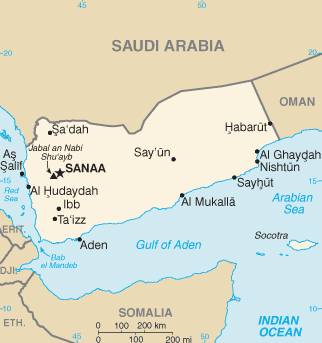
Карта Ємену

Державний кордон Ємену — державний кордон, лінія на поверхні Землі та вертикальна поверхня, що проходить по цій лінії, що визначають межі державного суверенітету Ємену над власними територією, водами, природними ресурсами в них і повітряним простором над ними.

## Сухопутний кордон
Загальна довжина кордону — 1600 км. Ємен межує з 2 державами. Уся територія країни суцільна, тобто анклавів чи ексклавів не існує.
Ділянки державного кордону
| Держава           | Ділянка | Довжина (км) | Прикордонні регіони | Примітки |
| ----------------- | ------- | ------------ | ------------------- | -------- |
| Оман              | схід    | 294          |                     |          |
| Саудівська Аравія | північ  | 1307         |                     |          |

## Морські кордони
Ємен на заході омивається водами Червоного моря, на півдні — Аденської затоки, на сході — Аравійського моря Індійського океану. Загальна довжина морського узбережжя 1906 км. Згідно з Конвенцією Організації Об'єднаних Націй з морського права (UNCLOS) 1982 року, протяжність територіальних вод країни встановлено в 12 морських миль (22,2 км). Прилегла зона, що примикає до територіальних вод, у якій держава може здійснювати контроль, необхідний для запобігання порушень митних, фіскальних, імміграційних або санітарних законів, простягається на 24 морські милі (44,4 км) від узбережжя (стаття 33). Виключна економічна зона встановлена на відстань 200 морських миль (370,4 км) від узбережжя. Континентальний шельф — 200 морських миль (370,4 км) від узбережжя, або до континентальної брівки (стаття 76).

## Спірні ділянки кордону
Невизначений у другій половині XX століття північний державний кордон у пустелі Руб-ель-Халі між Саудівською Аравією та розділеним Єменом (Єменська Арабська Республіка, Народна Демократична Республіка Ємен) було делімітовано після об'єднання країни.